# 长岭岗乡
长岭岗乡，是中华人民共和国湖南省常德市鼎城区下辖的一个乡镇级行政单位。

## 行政区划
长岭岗乡下辖以下地区：
长岭岗村、坛坪村、周家坪村、蒋家坪村、安家岗村、古堤溶村、洛子山村、黄山峪村、周夹巷村和桂花堰村。